# Przełęcz Dział (Beskid Makowski)
Przełęcz Dział – przełęcz w Beskidzie Makowskim (Średnim) w paśmie Koskowej Góry, położona na wysokości 601 m n.p.m. pomiędzy szczytami Balinki (708 m) a Parszywki (842 m). Rejon przełęczy jest bezleśny, znajduje się na nim należące do miejscowości Tokarnia osiedle Dział. Należące do tej miejscowości południowo-wschodnie stoki przełęczy Dział mają dość mały spadek. Wcina się w nie dolina potoku Więcierza, wzdłuż którego poprowadzono szosę na przełęcz Dział. Stoki północne są bardziej strome i opadają do miejscowości Trzebunia.

## Szlaki turystyczne
Maków Podhalański – Stańkowa – Koskowa Góra – Parszywka – Przełęcz Dział – Groń – Pcim